# USS Barbel (SS-316)
«Барбел» (англ. USS Barbel (SS-316)) — підводний човен військово-морських сил США типу «Балао», споруджений під час Другої Світової війни.
Човен спорудила компанія General Dynamics Electric Boat на верфі у Гротоні, штат Коннектикут. Після проходження випробувань поблизу Ньюпорту (Род-Айленд) та Кі-Вест (Флорида) «Барбел» 31 травня 1944 року вирушив до місця служби та 21 червня прибув до Перл-Гарбору, де увійшов до складу Тихоокеанського флоту.

## Походи
Загалом човен здійснив чотири бойові походи.

### 1-й похід
15 липня 1944 року «Барбел» вийшов до району бойового патрулювання поблизу північної частини островів Рюкю, при цьому 19 липня він заходив для бункерування на атол Мідвей. 5 серпня біля острова Токуносіма човен потопив вантажне судно, яке в супроводі трьох ескортних кораблів прямувало з порту Кагосіма (Кюсю) до Окінави. 9 серпня «Барбел» атакував великий конвой MI-08, який після переформування прямував із Такао (наразі Гаосюн на Тайвані) до порту Моджі, та зміг знищити ще два торговельні судна. 13 серпня біля острова Амамі Осіма човен знищив переобладнаний сторожовий катер Koan Maru (223 тони). У підсумку 21 серпня «Барбел» прибув на базу на атолі Маджуро (Маршаллові острови).

### 2-й похід
13 вересня 1944 року човен знову вирушив до району навколо північної групи островів Рюкю. Тут 25 вересня він потопив вантажне судно, проте проведені в жовтні дві наступні атаки виявилися безрезультатними. 24 жовтня «Барбел» прибув на острів Сайпан (Маріанські острови).

### 3-й похід
30 жовтня 1944 року човен полишив Сайпан та попрямував на ремонт до Фрімантлу (західне узбережжя Австралії). При цьому курс проклали через Південнокитайське море, щоб надати «Барбел» можливість одночасно завдати шкоди японському судноплавству. 15 листопада за півсотні кілометрів південніше від Парасельських островів човен розгромив невеличкий конвой MAYU-10, потопивши обидва вантажні судна з його складу. Невдовзі «Барбел» попрямував далі на південь та, пройшовши через протоку Ломбок, прибув до Фрімантлу 7 грудня.

### 4-й похід
5 січня 1945 року «Барбел» вирушив на бойове патрулювання у складі «вовчої зграї», до якої також входили підводні човни «Перч» та «Габілан». 8 січня він відвідав для бункерування бухту Ексмут, після чого попрямував до Південнокитайського моря, де мав діяти в районі західних підходів до протоки Балабак, котра розділяє острови Палаван та Борнео і веде до моря Сулу.

## Обставини загибелі
3 лютого підводні човни «Туна», «Блекфіш» та «Габілан» прийняли радіограму від «Барбел», який сповіщав про активні дії ворожої протичовнової авіації в районі його патрулювання. Він повідомляв, що вже тричі був атакований з повітря глибинними бомбами та обіцяв наступної ночі передати додаткові відомості. Це була остання радіограма від «Барбел».
Післявоєнне вивчення трофейних документів дозволило встановити, що 4 лютого японські літаки південно-західніше острова Палаван скинули дві бомби на підводний човен. Одна з них потрапила в ціль поблизу рубки, після чого човен затонув.

## Бойовий рахунок
| Дата       | Назва        | Тип                             | Тоннаж | Місце                      |
| 05.08.1944 | Міяко Мару   | Вантажо-пасажирське             | 970    | 27°36 пн. ш. 128°54 сх. д. |
| 09.08.1944 | Ягі Мару     | Вантажне                        | 1937   | 27°52 пн. ш. 128°49 сх. д. |
| 09.08.1944 | Боко Мару    | Вантажне                        | 2333   | 27°52 пн. ш. 128°49 сх. д. |
| 13.08.1944 | Коан Мару    | Переобладнаний сторожовий катер | 223    | 28°31 пн. ш. 129°18 сх. д. |
| 25.09.1944 | Бусу Мару    | Вантажне                        | 1222   | 29°50 пн. ш. 130°6 сх. д.  |
| 14.11.1944 | Сугіяма Мару | Вантажне                        | 4379   | 15°14 пн. ш. 112°13 сх. д. |
| 14.11.1944 | Місакі Мару  | Вантажне                        | 4422   | 15°14 пн. ш. 112°13 сх. д. |